# Стеван Ковач Тикмајер
Стеван Ковач Тикмајер (Нови Сад, 7. април 1963) композитор је из Новог Сада, мађарске етничке припадности, који од 1991. живи и ради у Француској.

## Биографија
Рођен је у породици мешаног, претежно мађарског етничког порекла. Његов даљи предак је чувени новосадски архитекта Антон или Антал Тикмајер (аутор зграде Интерната у Николајевској улици из 1895). Одрастао је у породици у којој се неговало музицирање на виолини и клавиру, слушала музика Шуберта и Шумана. Клавир је почео да учи у седмој години у музичкој школи, а један од наставника био му је Карољ Кромбхолц (ученик Листових ученика). Након напуштања музичке школе и класичног образовања наступа младалачко колебање да ли да живот посвети музици. Откриће фри-џеза одлучујуће утиче да се ипак определи за музику. Учи контрабас и касније студира композицију. У то време, поред фри-џеза упознаје се и са делима нове пољске школе, Ђерђа Лигетија, минимализмом и концептуалном уметношћу. Као контрабасиста свирао је у сатаву Ритуал Нова који је водио Борис Ковач. Основао је и водио састав Тикмајер формацио, писао есеје за новосадски магазин New Symposium, организовао интернационални фестивал за савремену музику и уметност у Новом Саду. Након ратних дешавања напушта ове просторе и настањује се у Француској.

## Образовање
Дипломирао је композицију у класи Рудолфа Бручија на Академији уметности у Новом Саду. Последипломске студије је завршио на Краљевском Конзерваторијуму у Хагу у класи Луја Андрисена и Дидрика Вахенара у Холандији. На Ротердамском Конзерваторијуму похађао је предавања Витолда Лутославског, а током деведесетих је учио код Ђерђа и Марте Куртаг.

## Сарадња
Сарађивао је са Гидоном Кремером, Кремератом Балтиком, Квартетом Келер, Дејвидом Герингсом, Романом Кауфманом, Јуријем Башметом (као диригентом), Татјаном Васиљевом, Московским солистима, Холандским дувачким ансамблом, ансамблом Seattle Chamber Players, Мађарским Симфонијским оркестром и многим другим знаменитим ансамблима и личностима из света класичне музике.
Као извођач – импровизатор сарађивао је са Јожефом Нађом, Крис Катлером, Фред Фритом, Робертом Дрејком, Валентином Кластриером, Вуи Феиом, Питером Ковалдом, Ђерђом Сабадошом, Полом Термосом, Михаљ Дрешом, групама The Science Group (један од оснивача и композитор) и Thinking Plague.
Такође написао је много аранжмана за Иву Битову, Кремерату Балтику и Холандски дувачки ансамбл.

## Најзначајнија дела
- (1994/2004) за клавир и виолончело;
- (1995), Hommage a Josip Stolzer Slavenski - за флауту, хорну, три трумпета, три тромбона, три саксофона, контрабас и клавир;
- (1998) за соло виолину, препарирани клавир, чембало, електрични клавир, бас-гитару, бубнјеве и семплер;
- (1998), In the memory of A. Schnittke - за саксофон, клавир и бас бубањ;
- Нишка бања (2000) за обоу и виолину;
- (2001) The Garden of Forking Paths - за гудачки оркестар;
- (2002 - 2005) први гудачки квартет;
- Дијалози са Коњовићем I-II (2009) за соло клавир итд.[1]